# SN 2002bi
SN 2002bi – supernowa typu Ia odkryta 25 lutego 2002 roku w galaktyce UGC 8527. W momencie odkrycia miała maksymalną jasność 17,10m.